# Словенске Нове Место
Словенске Нове Место (словац. Slovenské Nové Mesto, нім. Slowakisch-Neustadt, угор. Kisújhely, Szlovákújhely або Újhely) — село, громада в окрузі Требішов, Кошицький край, Словаччина. Село розташоване на висоті 102 м над рівнем моря. Населення — 1071 чол. (2008). У етнічному складі населення словаки становлять 87 %, угорці — 13 %. В селі є бібліотека та футбольне поле. В селі є залізнична станція на ділянці Кошиці — Мукачеве.

## Історія
До 1918 року та з 1938 р. по 1945 р. село було частиною угорського міста Шаторальяуйхей. У 1920 р. ця частина була відділена від міста кордоном з утворенням Чехословаччини. Кордон було розділено по річці Ронява.

## Населення
| Рік:            | 1994. | 2004.    | 2014.   | 2024.   |
| --------------- | ----- | -------- | ------- | ------- |
| Кількість осіб: | 952   | 1052     | 1104    | 1067    |
| Різниця:        |       | +10,50 % | +4,94 % | -3,35 % |

| Рік:            | 2023. | 2024.   |
| --------------- | ----- | ------- |
| Кількість осіб: | 1080  | 1067    |
| Різниця:        |       | -1,20 % |

## Державний кордон
У селі є пропускний пункт на словацько-угорському кордоні Словенске Нове Место-Шаторальяуйхей. З приєднанням Словаччини та Угорщини до Шенгенської угоди прикордонний контроль не здійснюється.

## Галерея

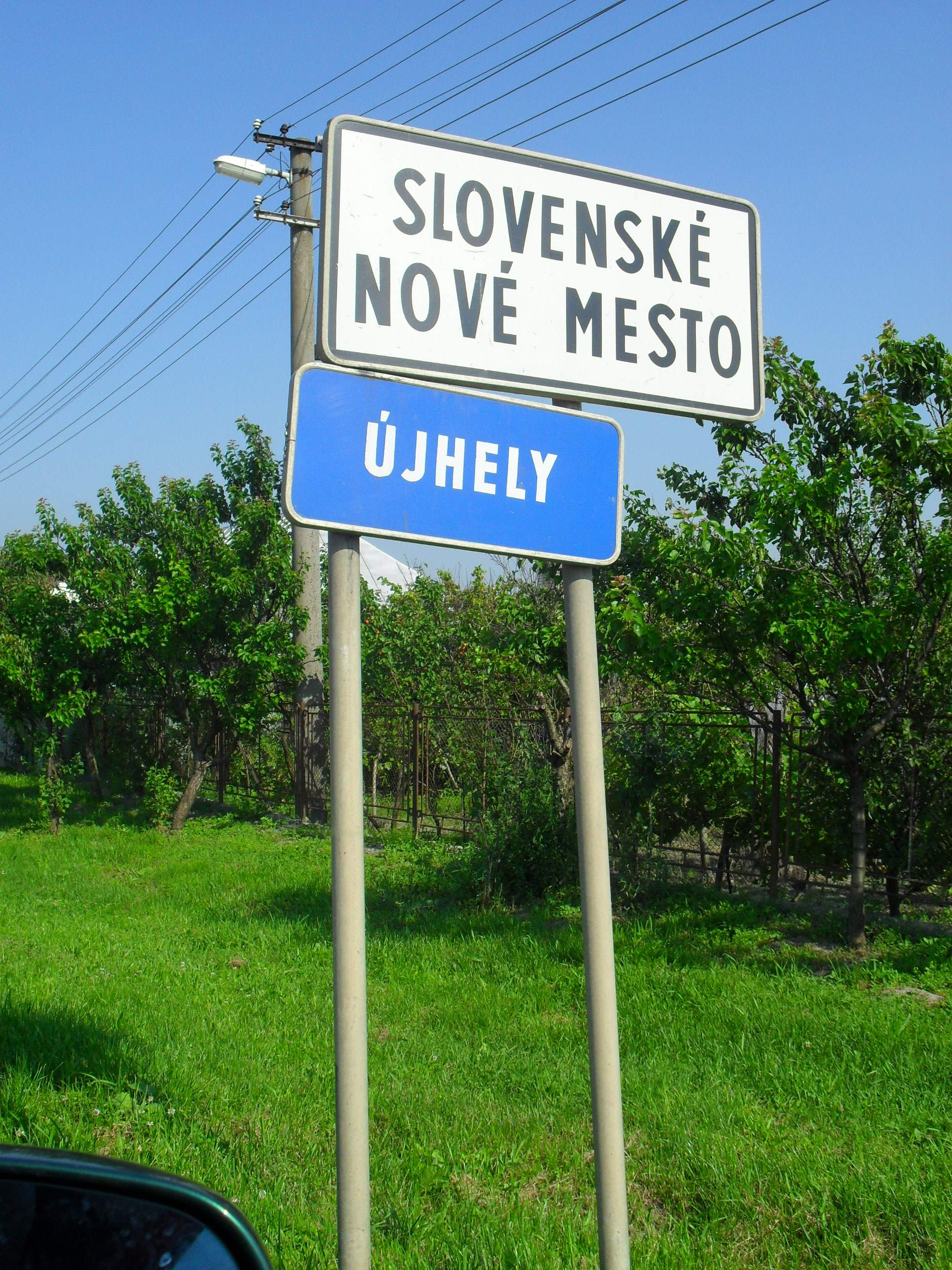
В'їзний знак
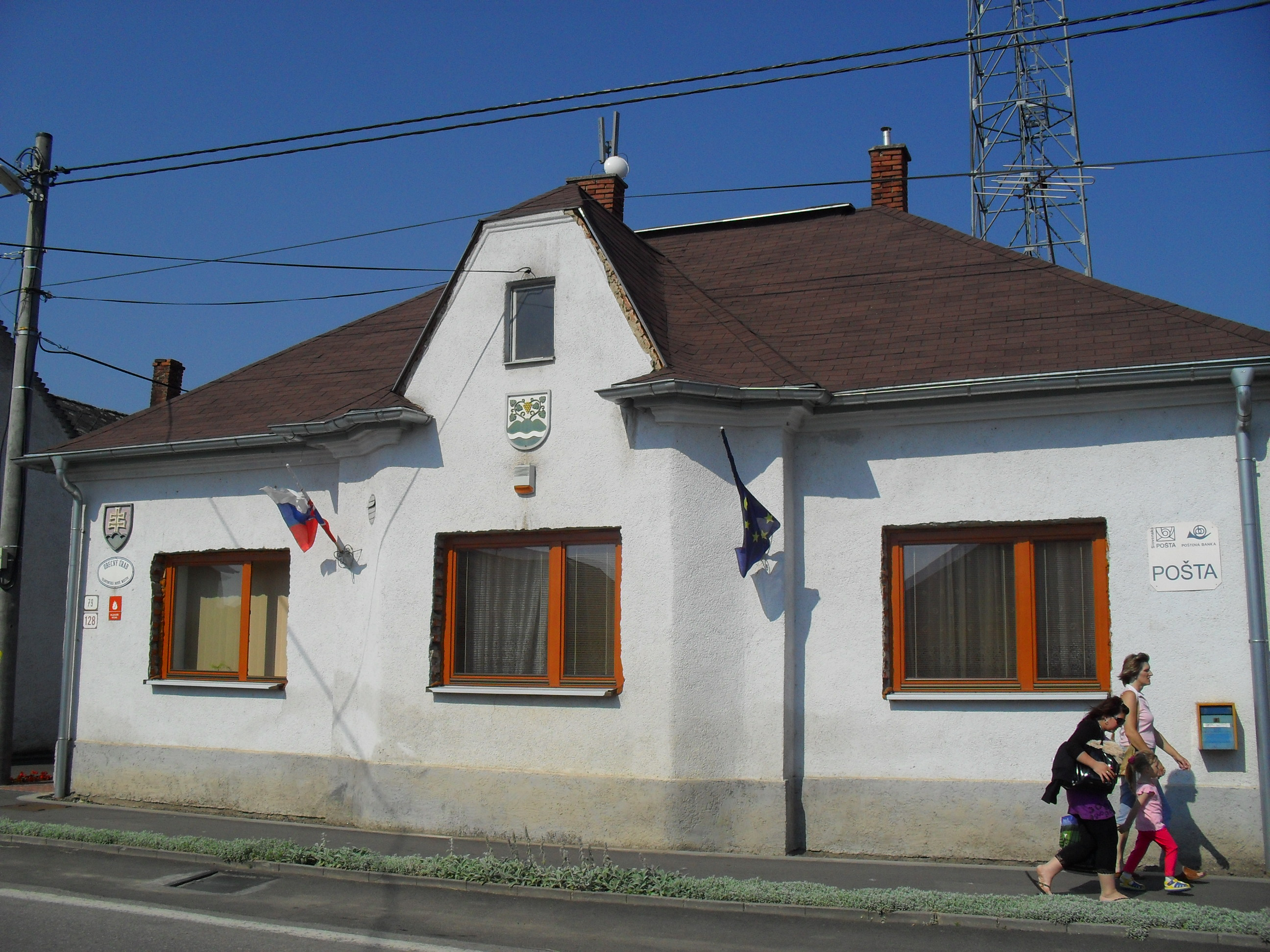
Пошта
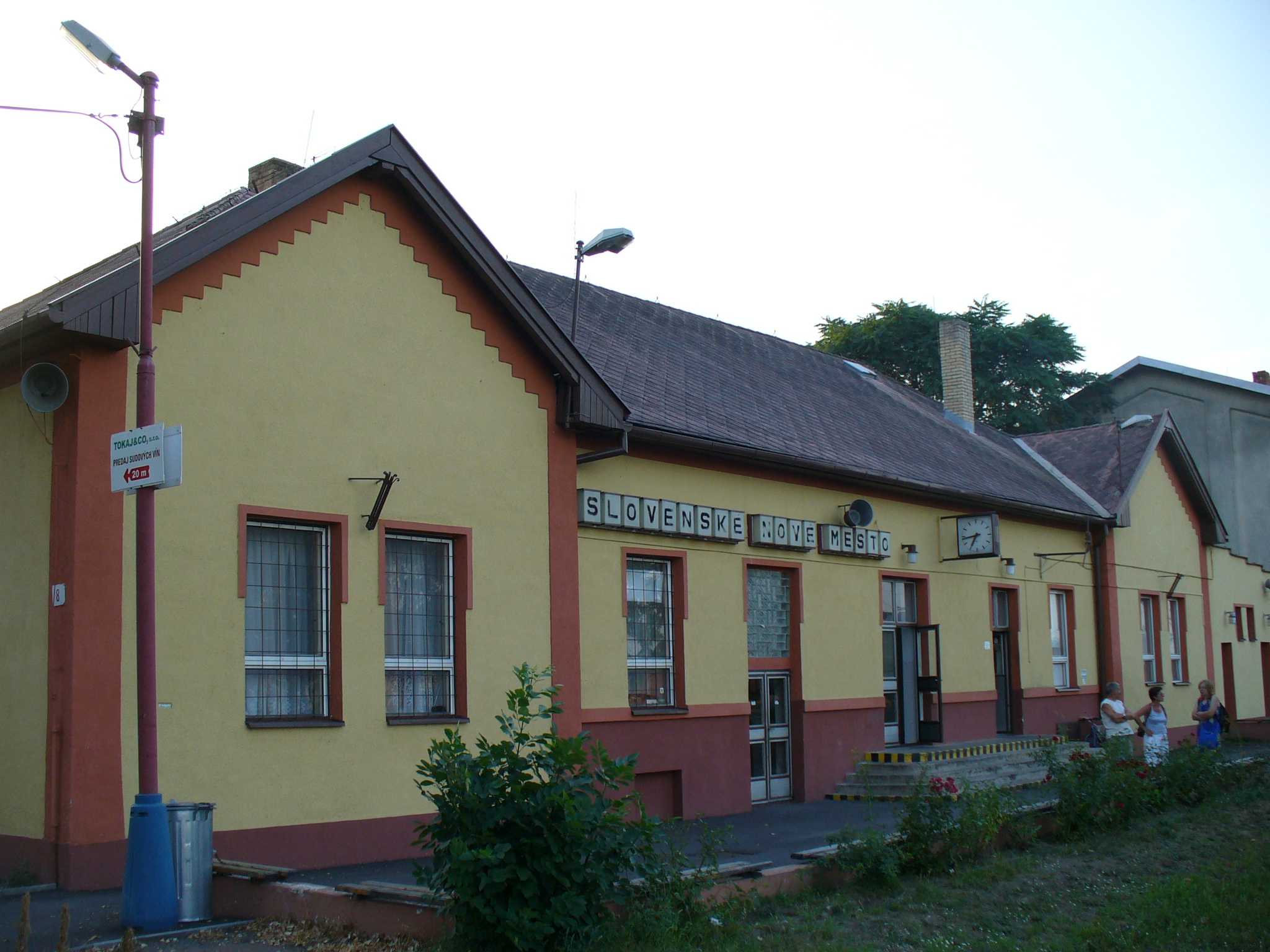
Залізнична станція
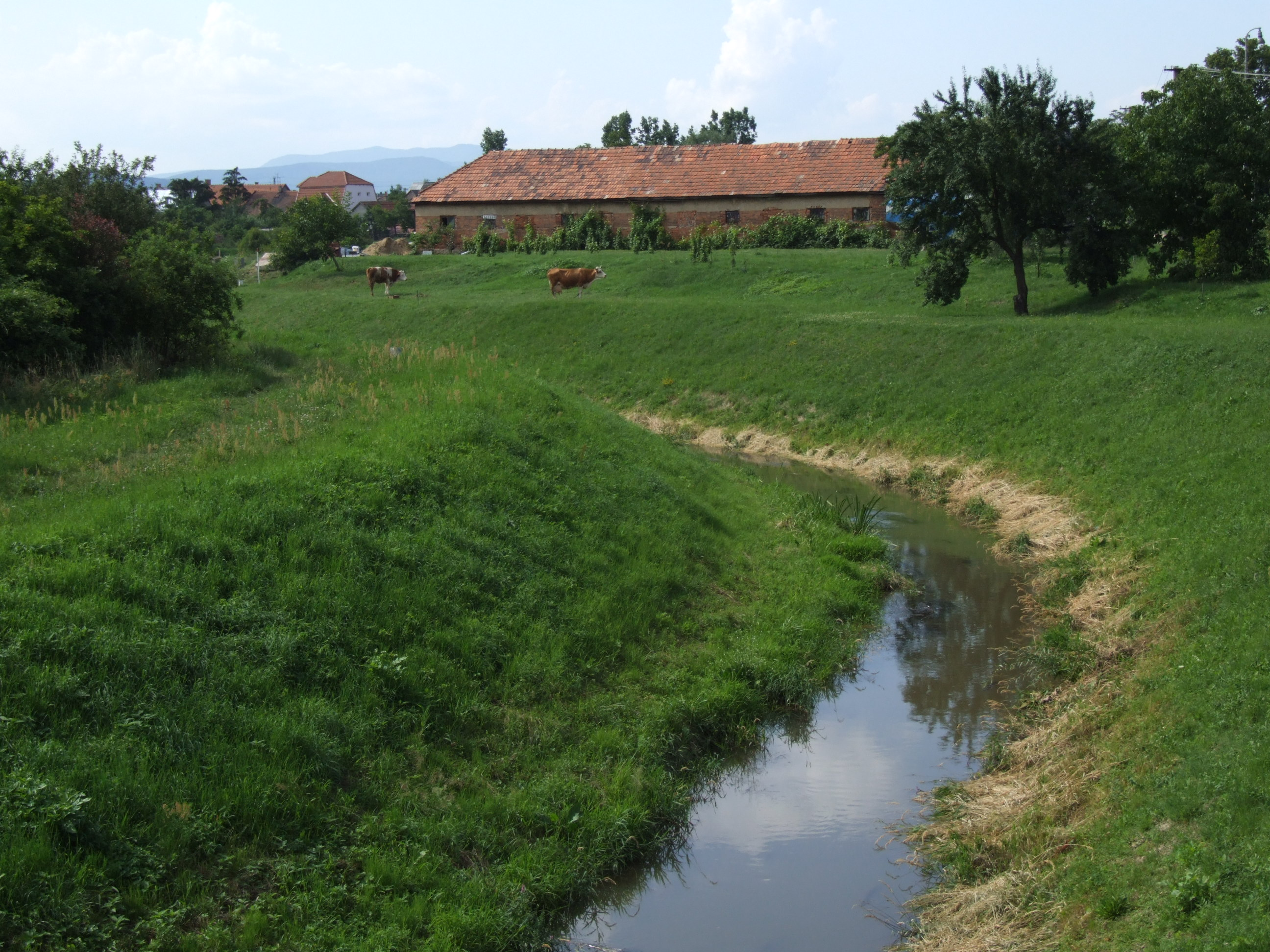
Річка Ронява, що утворює кордон
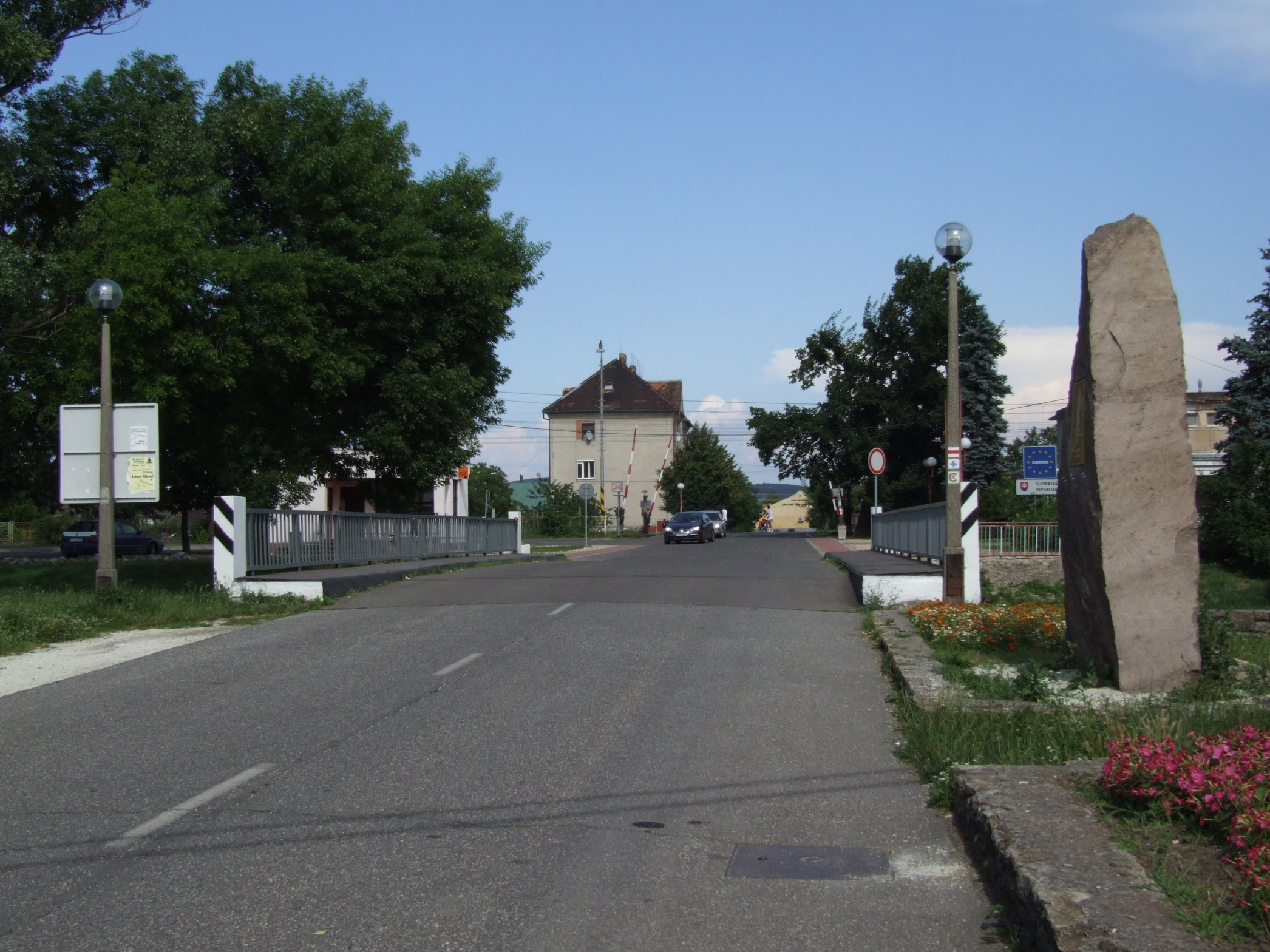
Пункт пропуску
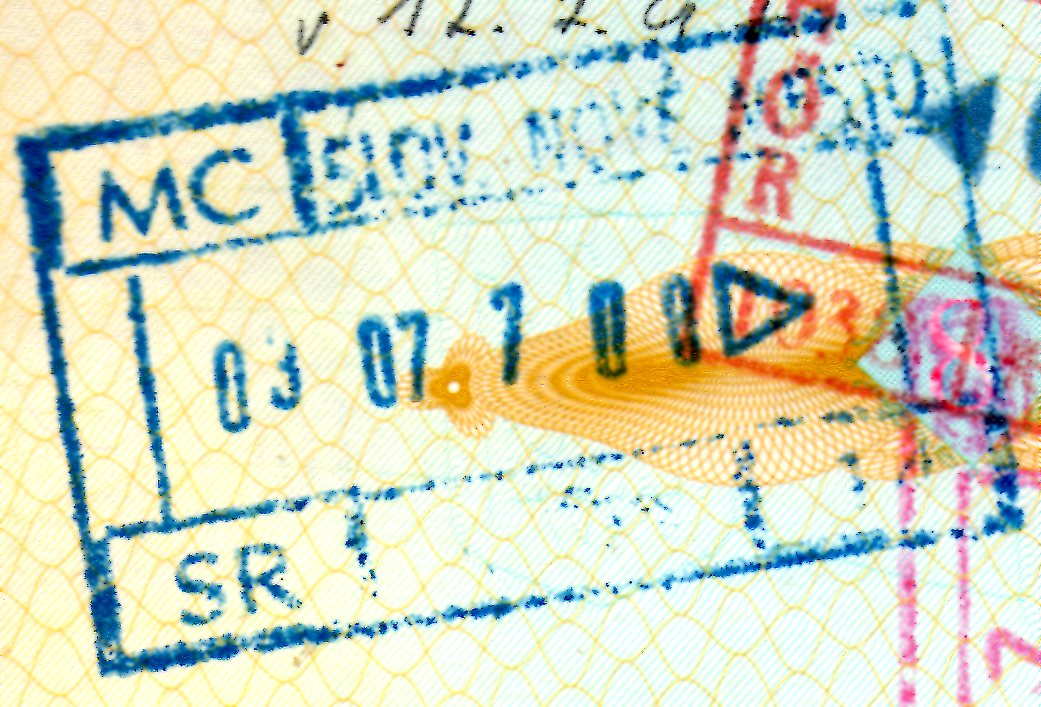
Штамп пункту пропуску зразка 1997 р.
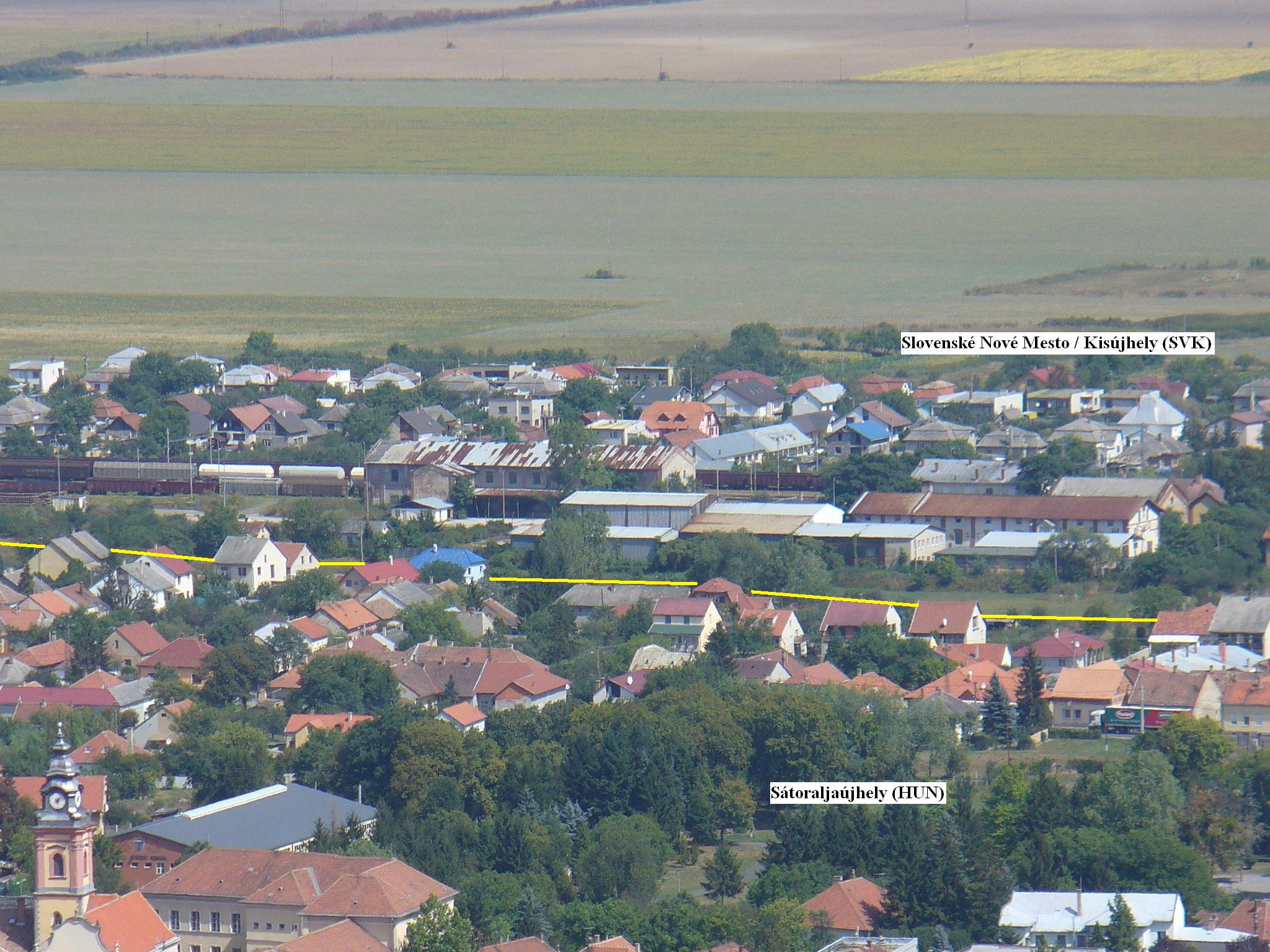
Лінія, що показує кордон який утворився у 1920 р.

.